# Ewo
Ewo är en stad (franska: commune) i Kongo-Brazzaville. Den är huvudort i departementet Cuvette-Ouest, i den centrala delen av landet, 400 km norr om huvudstaden Brazzaville. Antalet invånare är 11 457.